# دیکی باند
ریچارد باند (به انگلیسی: Richard Bond) (زادهٔ ۱۴ دسامبر ۱۸۸۳ - درگذشته 	۲۵ آوریل ۱۹۵۵) بازیکن فوتبال اهل کشور انگلستان بود که سابقهٔ بازی در تیم ملی فوتبال انگلستان را در کارنامهٔ خود دارد. وی در تاریخ ۲۵ فوریه ۱۹۰۵ نخستین بازی ملی خود را در مقابل تیم ملی فوتبال ایرلند انجام داد و با حضور در ۸ بازی ملی، در تاریخ ۲ آوریل ۱۹۱۰ واپسین بازی ملی‌اش را در برابر تیم ملی فوتبال اسکاتلند برگزار کرد.
این بازیکن توانسته در بازی‌های ملی، ۲ گل به ثمر برساند.